# Lee Seung-bong
Lee Seung-bong (kor. 이승봉; ur. 12 lipca 1992) – południowokoreański zapaśnik walczący w stylu wolnym. Zajął piętnaste miejsce na mistrzostwach świata w 2022. Wicemistrz Azji w 2018. Brązowy medalista igrzysk wojskowych w 2019. Trzeci na mistrzostwach Azji kadetów w 2009 roku.